# Peugeot Type 4
De Peugeot Type 4 is een wagen van het Franse automerk Peugeot. De wagen werd in 1892 speciaal gemaakt voor de bei van Tunis.
De Type 4 heeft een 1.0-liter V-twin-motor met 4 pk. Dit zou dubbel zoveel vermogen leveren als de 0.6-liter uit de Type 3. Het enige gemaakte model is terug te vinden in Sochaux.